# Boubers-sur-Canche
Boubers-sur-Canche és un municipi francès situat al departament del Pas de Calais i a la regió dels Alts de França. L'any 2007 tenia 597 habitants.

## Demografia

### Població
El 2007 la població de fet de Boubers-sur-Canche era de 597 persones. Hi havia 232 famílies de les quals 60 eren unipersonals (24 homes vivint sols i 36 dones vivint soles), 68 parelles sense fills, 92 parelles amb fills i 12 famílies monoparentals amb fills.
La població ha evolucionat segons el següent gràfic:
Habitants censats

### Habitatges
El 2007 hi havia 290 habitatges, 233 eren l'habitatge principal de la família, 36 eren segones residències i 21 estaven desocupats. 283 eren cases i 6 eren apartaments. Dels 233 habitatges principals, 167 estaven ocupats pels seus propietaris, 59 estaven llogats i ocupats pels llogaters i 7 estaven cedits a títol gratuït; 7 tenien dues cambres, 30 en tenien tres, 58 en tenien quatre i 138 en tenien cinc o més. 177 habitatges disposaven pel capbaix d'una plaça de pàrquing. A 117 habitatges hi havia un automòbil i a 72 n'hi havia dos o més.

### Piràmide de població
La piràmide de població per edats i sexe el 2009 era:
| Homes | Edats   | Dones |
| ----- | ------- | ----- |
| 0     | 95 o +  | 0     |
| 4     | 90 a 94 | 4     |
| 0     | 85 a 89 | 8     |
| 0     | 80 a 84 | 4     |
| 8     | 75 a 79 | 24    |
| 16    | 70 a 74 | 12    |
| 12    | 65 a 69 | 36    |
| 12    | 60 a 64 | 16    |
| 16    | 55 a 59 | 8     |
| 16    | 50 a 54 | 12    |
| 28    | 45 a 49 | 8     |
| 20    | 40 a 44 | 28    |
| 12    | 35 a 39 | 16    |
| 32    | 30 a 34 | 20    |
| 28    | 25 a 29 | 16    |
| 20    | 20 a 24 | 4     |
| 12    | 15 a 19 | 0     |
| 8     | 10 a 14 | 24    |
| 24    | 5 a 9   | 8     |
| 24    | 0 a 4   | 16    |

## Economia
El 2007 la població en edat de treballar era de 361 persones, 232 eren actives i 129 eren inactives. De les 232 persones actives 202 estaven ocupades (111 homes i 91 dones) i 30 estaven aturades (15 homes i 15 dones). De les 129 persones inactives 38 estaven jubilades, 37 estaven estudiant i 54 estaven classificades com a «altres inactius».

### Ingressos
El 2009 a Boubers-sur-Canche hi havia 233 unitats fiscals que integraven 604 persones, la mediana anual d'ingressos fiscals per persona era de 13.095 €.

### Activitats econòmiques
Dels 15 establiments que hi havia el 2007, 1 era d'una empresa extractiva, 1 d'una empresa de fabricació de material elèctric, 1 d'una empresa de fabricació d'altres productes industrials, 2 d'empreses de construcció, 4 d'empreses de comerç i reparació d'automòbils, 1 d'una empresa de transport, 2 d'empreses d'hostatgeria i restauració, 1 d'una entitat de l'administració pública i 2 d'empreses classificades com a «altres activitats de serveis».
Dels 6 establiments de servei als particulars que hi havia el 2009, 1 era una oficina de correu, 1 paleta, 1 electricista, 2 perruqueries i 1 restaurant.
L'any 2000 a Boubers-sur-Canche hi havia 9 explotacions agrícoles que ocupaven un total de 306 hectàrees.

## Equipaments sanitaris i escolars
El 2009 hi havia una escola elemental.

## Poblacions més properes
El següent diagrama mostra les poblacions més properes.